# Вернер фон Фрич
Вернер фон Фрич (Диселдорф - Бенрат, 4. август 1880 — Варшава, 22. септембар 1939) је био истакнути официр Немачке војске и члан Врховне команде Вермахта. Он је други немачки генерал који је погинуо у Другом светском рату.

## Биографија
Вернер фон Фрич је са осамнаест година ступио у Немачку војску и учествовао је у Првом светском рату. Три године након ступања у службу, његове способности су препознате и он је послат на војну академију. Генерал штабу је придодат 1911. године и током Првог светског рата је учествовао у многим одлукама донесеним у генерал штабу. Током рата је упознао и постао добар пријатељ са Хансом фон Сектом који ће у Вајмарској републици бити заповедник немачке војске. Заједно са генералом Вернером фон Бломбергом је подржавао тајни однос који је војска имала са Совјетским Савезом.
Својим радом се истицао у генерал штабу и 1932. године је унапређен у чин генерал-мајора. Фрич је желео да интегрише филозофију нацизма у армију, али је био шокиран нацистичким безакоњем, али је то оправдавао нацистичком младалачком веселошћу и полету. Његово разумевање функционисања војске му је омогућило да малу републиканску војску реорганизује у велику, која има обавезу регрутације.
Фрич је као лидер био симбол ненацистичког официра. Плашио се да ће Хитлеров отворени антикомунизам повући Немачку у рат са Совјетским Савезом. Фрич је повремено презриво причао о Хитлеру колегама официрима. У једној прилици када га је колега позвао да гледају са балкона параду посвећену Хитлеровом рођендану, он је на то рекао: "Зашто бисмо то славили"? Такође је био бесан због масакра у Ноћи дугих ножева, али никад ништа од тога није рекао Хитлеру.
Ипак, Хитлер је сазнао за Фричову одбојност према нацизму и његовим грандиозним војним плановима. Хитлер је желео да преузме потпуну контролу над војском, па је наредио Хајнриху Химлеру да скупи што више информација о Фричу. Након неког времена, мушка проститутка Ханс Шмит је пристао да потврди да је имао сексуалан однос са Фричом. Хитлер је Фричу 24. јануара 1938. рекао за оптужбе које је изнео Ханс Шмит. Фрич је видео да нико од виших официра армије неће да стање на његову страну и покуша да га одбрани од лажних оптужби, па је одлучио да се повуче из службе. Када се касније открило да је Шмит лагао, Хитлер је одбио да Фрича врати у службу.
Фрич је позван је у војску тек пред напад на Пољску, и у старој регименти у којој служио је добио чин почасног пуковника. Убијен је током борбе за Пољску 22. септембра 1939 метком у ногу који му је пробио артерију.
Сраман однос нацситичког режима према Вернеру фон Фричу је окренуло многе официре који су од почетка подржавали нацизам, у његове велике противнике. Међу њима је најпознатији био Лудвиг Бек.